# Promiscuous (chanson)
Pour les articles homonymes, voir Promiscuous.
Singles par Nelly Furtado
No Hay Igual
(2006) Maneater
(2006)
Singles par Timbaland
Are You Feelin' Me?
(2006) SexyBack
(2006)
Promiscuous est le 1er single de l'album Loose avec la participation de Timbaland. En Amérique du nord, le single a été lancé le 25 avril 2006.
Le single a atteint la première place des Charts au Canada, aux États-Unis et en Nouvelle-Zélande en plus d'atteindre la deuxième place en Australie et en France.
Aux États-Unis, c'est le premier single numéro 1 au Billboard Hot 100 d'une artiste canadienne depuis I'm Your Angel par R. Kelly et Céline Dion en 1998. 
Le clip vidéo a été réalisé par Little X. À la fin du clip, Keri Hilson et Justin Timberlake font une apparition.
La chanson remporta la distinction "Meilleur single pop de l'année" aux Billboard Music Awards de 2006.
Le titre est donc produit par Timbaland et son "bras droit", Nate "Danja" Hills. Le petit frère de Timbaland, Sebastian, a également participé à l'écriture des paroles.